# Bulbostylis boeckeleriana
Bulbostylis boeckeleriana là một loài thực vật có hoa trong họ Cói. Loài này được (Schweinf.) Beetle mô tả khoa học đầu tiên năm 1949.